# Wohnhäuser Wüstestätte

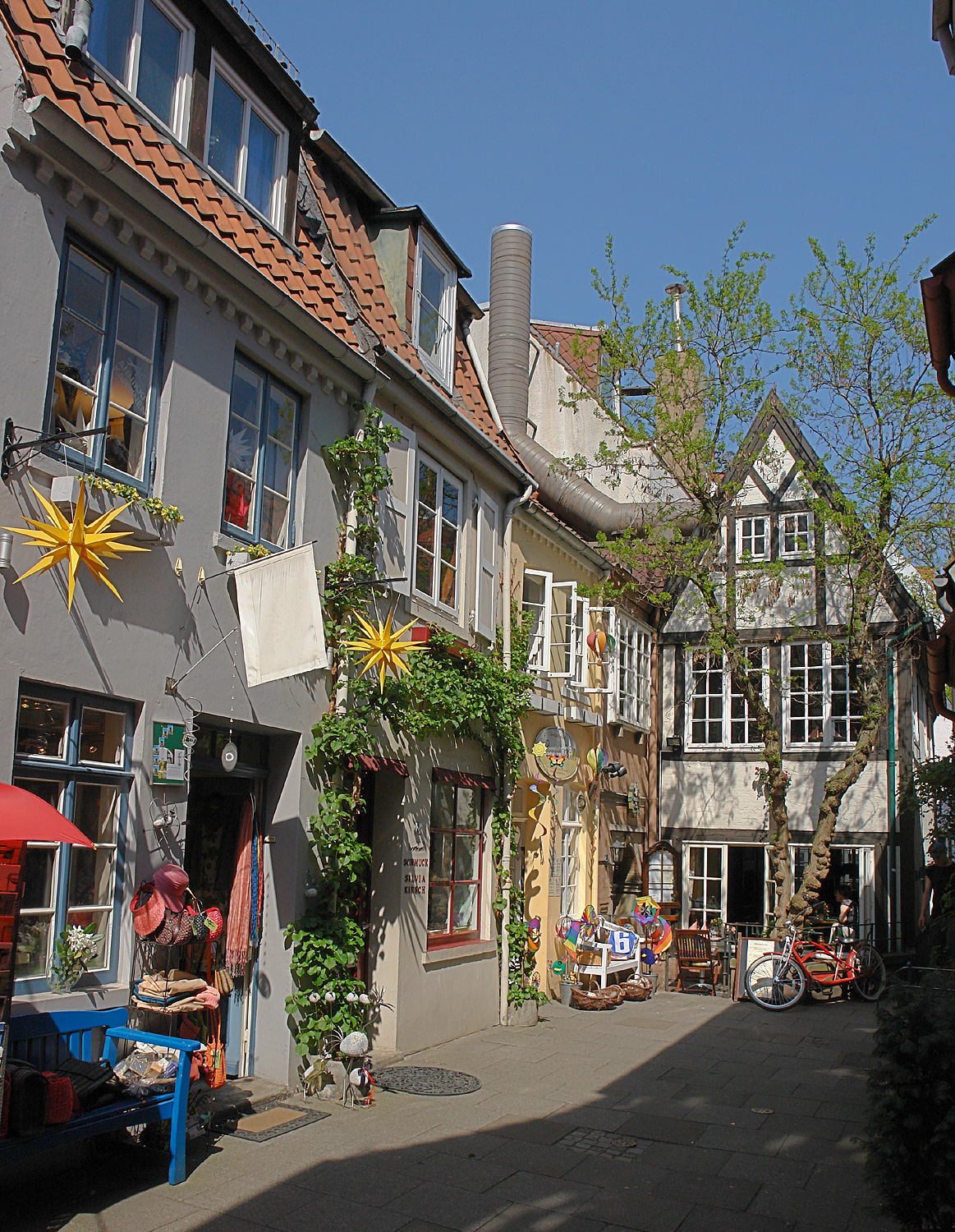
Wohnhäuser Wüstestätte

Die Wohnhäuser Wüstestätte befinden sich in Bremen, Stadtteil Mitte im  Schnoorviertel, Wüstestätte 1 bis 11. Sie entstanden zumeist im 19. Jahrhundert.

Die Gebäude stehen seit 1973 im Ensemble Schnoor unter Bremer Denkmalschutz.

## Geschichte

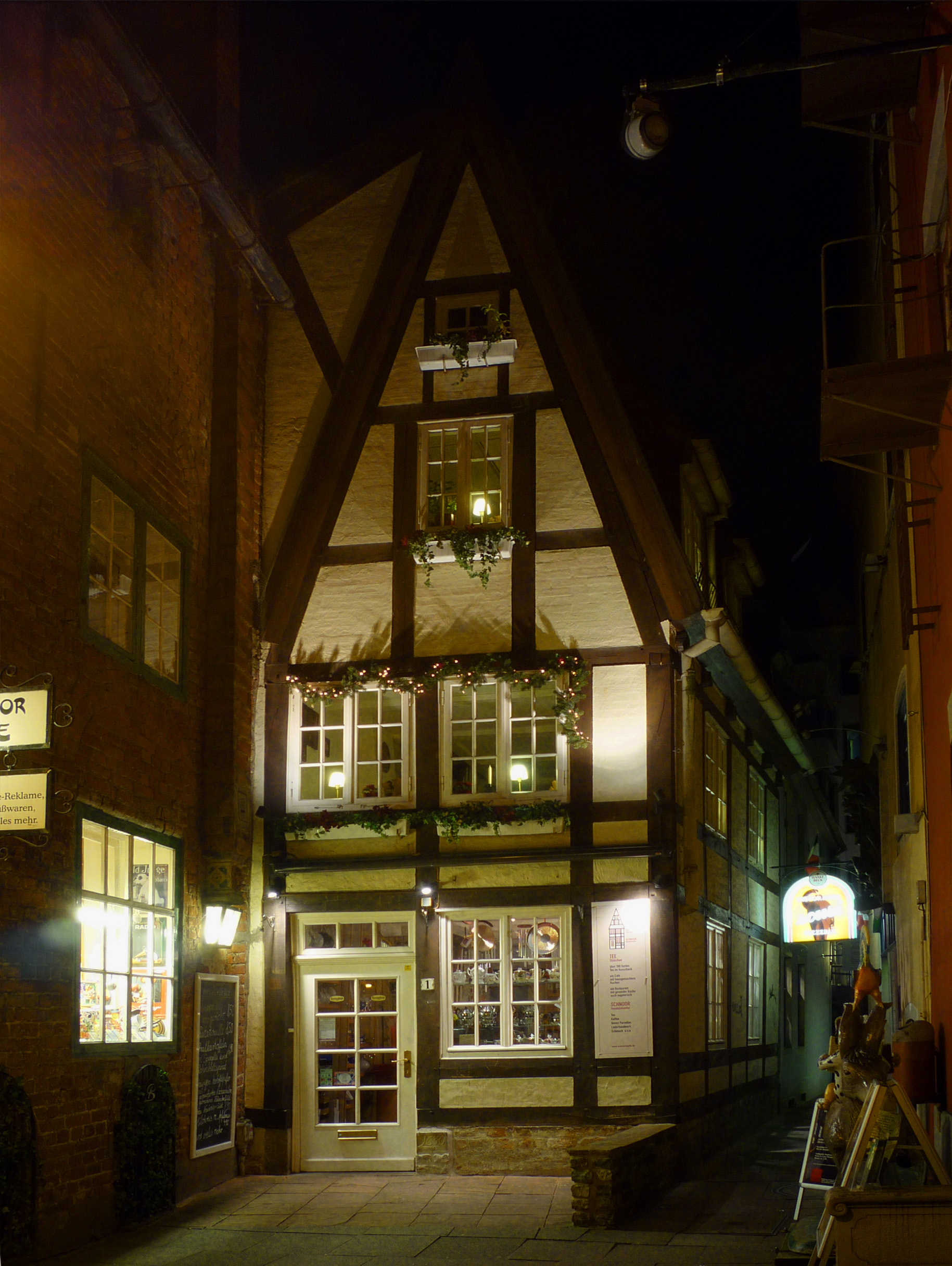
Wohnhaus Wüstestätte 1

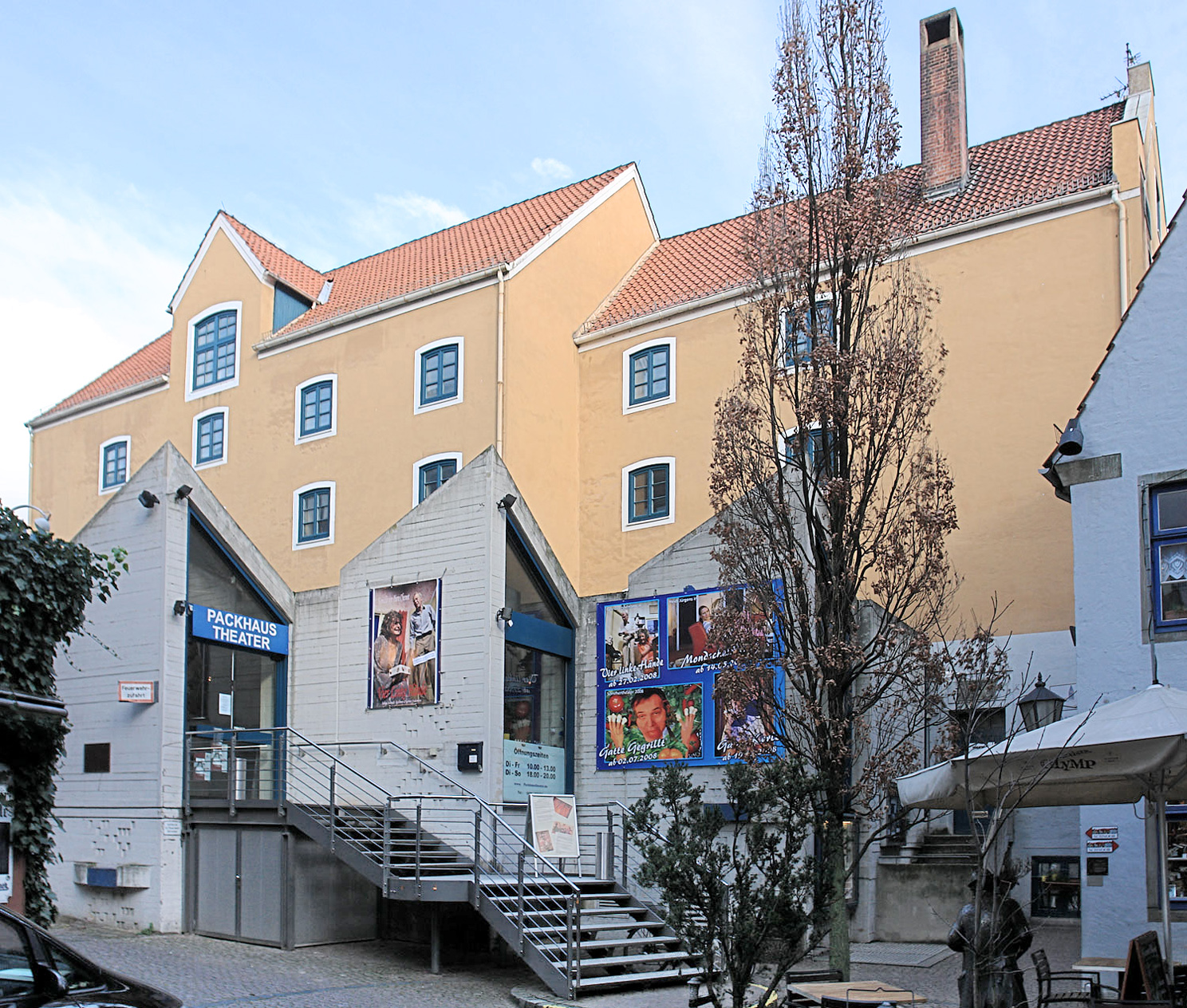
Nr. 11: Packhaus-Theater

Der Straßenname Wüstestätte erinnert vermutlich seit 1662 an eine wüste Stätte, die nach einem Großbrand entstanden ist. Erst nach 1800 erfolgte hier ein Wiederaufbau.
Die ursprüngliche Bevölkerung des Schnoors bestand überwiegend aus Flussfischern und Schiffern. In der Epoche des Klassizismus und des Historismus entstanden von um 1800 bis 1890 die meisten oft kleinen Gebäude. Im weiteren Verlauf wurde es zum Arme-Leute-Viertel, das in weiten Bereichen verfiel – vor allem nach dem Zweiten Weltkrieg.
1959 wurde von der Stadt ein Ortsstatut zum Schutz der erhaltenswerten Bausubstanz beschlossen. Die Häuser wurden dokumentiert und viele seit den 1970er Jahren unter Denkmalschutz gestellt. Ab den 1960er Jahren fanden mit Unterstützung der Stadt Sanierungen, Lückenschließungen und Umbauten im Schnoor statt.
Die Wüstestätte wurde vermutlich nach 1629 so genannt, da ein großer Brand das Gebiet verwüstete. Erst ab um 1800 fand ein Wiederaufbau statt, der Name aber blieb.
Die zumeist zweigeschossigen, verputzten Wohnhäuser mit Satteldächern und auch als Fachwerkhäuser wurden zumeist im 19. Jahrhundert in der Epoche des Klassizismus und des Historismus für zumeist einfache Leute gebaut.
- Nr. 1 stammt von nach 1860[2]
- Nr. 2 stammt von 1751/1800[3]
- Nr. 3 stammt von 1751/1800[4]
- Nr. 4 stammt von 1751/1800[5]
- Nr. 5 stammt von um 1800[6]
- Nr. 6 stammt von 1651 aus der Zeit des Barocks und nach 1860[7]
- Nr. 7 stammt von um 1800[8]
- Nr. 8 stammt von um 1780[9]
- Nr. 9 stammt von um 1800[10]
- Nr. 10, das viergeschossige St.-Jakobus-Packhaus stammt von 1661, 1804 und 1850; es wandelte sich durch viele Umbauten vom Witwenhaus (1661) zum St.-Jakobus-Packhaus (1804) und zum Bremer Geschichtenhaus (2007)[11]
- Nr. 11, das viergeschossige Haus stammt von 1801/1850 mit Umbauten für das Packhaustheater Bremen von 1976 nach Plänen von Gerhard Müller-Menckens[12]

Heute (2018) werden die sanierten Gebäude für Wohnungen, Büros und Läden genutzt.

## Literatur

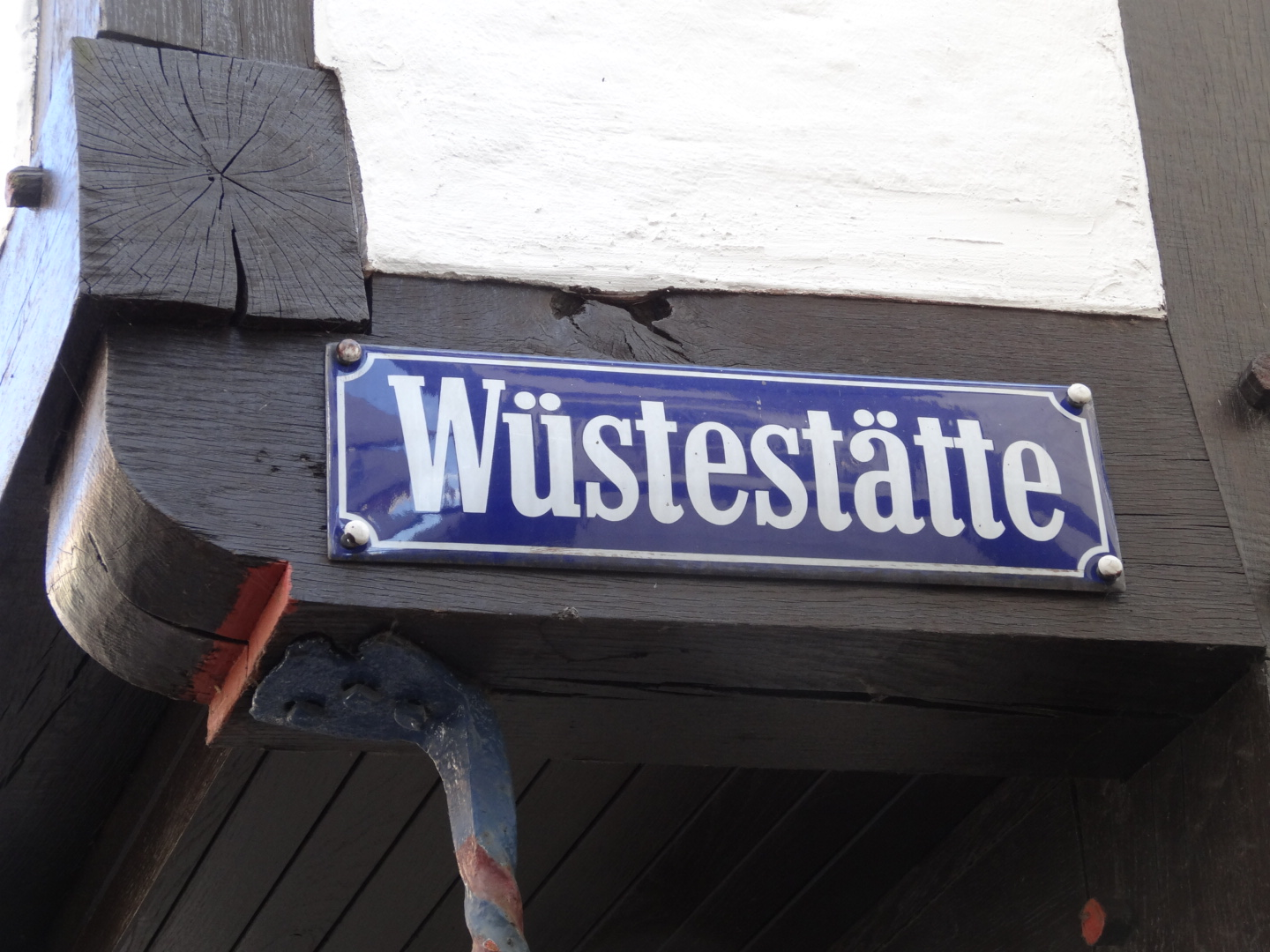